# Jeff Wayne's The War of the Worlds
Jeff Wayne's The War of the Worlds es un videojuego basado en el musical homónimo, y que a su vez se basa en la novela de H. G. Wells La guerra de los mundos, desarrollado por GT Interactive en 1998 para el sistema PC, que posteriormente fue adaptado para PlayStation.

## Temática
El juego se ambienta a finales del siglo XIX, en la Inglaterra victoriana. 
Desde un observatorio de Inglaterra se avista una extraña llamarada verde que despega de Marte con dirección a la Tierra. La caída del extraño objeto cilíndrico en un campo del sur de Inglaterra genera una gran expectación a su alrededor. Tras varias horas, la tapa del cilindro se desenrosca y del interior se asuma un rayo calórico, que abrasa a todos los congregados.
El ejército inglés decide actuar, pero cuando se ha desplegado alrededor del objeto brotan de éste varias extrañas máquinas, enormes trípodes, que causan muchísimas bajas, aunque finalmente son destruidos. El alto mando inglés decide prepararse ante la inminente caída de nuevos objetos y por lo tanto, ante la guerra contra los marcianos.

## Desarrollo o sistema de juego
El juego permite que el jugador escoja uno de los dos bandos en conflicto, marcianos o humanos. Para cada uno de los dos bandos debe introducirse un CD diferente. 
El bando de los humanos cuenta inicialmente con pequeños vehículos armados con los que es prácticamente imposible enfrentarse a los marcianos, pero a medida que pasa el juego, pueden ir descubriéndose diferentes tipos de tanques, barcos, submarinos, globos e incluso vehículos subterráneos. Los humanos cuentan además con un buen arsenal defensivo y estático, como cañones pesados de defensa y minas anti-carro. Esto, junto con los barcos y el mayor número de unidades son las principales ventajas del bando humano.
Los marcianos, por su parte, cuentan con enormes máquinas de guerra. Inicialmente solo con las que llegan con las cápsulas lanzadas desde Marte, principalmente trípodes armados al estilo del libro o el Musical. Los marcianos no tienen ninguna infraestructura construida, por lo que no pueden crear tropas desde el principio. Más adelante, según se tengan los edificios adecuados, pueden crear máquinas bombarderas, voladoras, vehículos explosivos o incluso unidades de control mental. El diseño de los vehículos marcianos es posiblemente lo más original del juego, con modelos que recuerdan a la forma de insectos.
El juego se desarrolla en un mapa de la isla de Gran Bretaña dividido por provincias. los marcianos se encuentran inicialmente en Escocia y el norte de la isla y los humanos en el centro y sur. Para ganar con los humanos hay que tomar la fortaleza marciana en los Montes Grampianos mientras que los marcianos deben tomar la provincia de Londres.

## Escenario
El escenario de combate entre marcianos y humanos se desarrolla en un mapa de Gran Bretaña con más de 30 regiones, que van desde el sur de Londres hasta el norte de Escocia, incluida la Isla de Man.
Cuando el jugador selecciona una región (ya sea marciano o humano, para un movimiento Civil o Militar) se entra inmediatamente en él, aparece una pantalla donde se muestra un mapa de la región seleccionada, la fecha y hora (en el caso de los marcianos es el número de días en invasión) y el número de unidades y edificios en la zona. Los movimientos de tropas y otros tipos se señalan con una flecha Roja(Si es un movimiento ofensivo) o verde(si es un movimiento de tropas y otros a una región ocupada por el jugador).
Si el jugador esta con los marcianos, el mapa se muestra más detallado en comparación con el humano, al grado de incluso mostrar los movimientos climáticos (tormentas, huracanes etc. que curiosamente siempre están en el mismo sitio). Aunque solo se ven los colores Rosa Claro en zonas neutrales (no invadidas ni por los humanos, ni por los marcianos), Rojo para las zonas invadidas por los marcianos (puede variar la concentración del color dependiendo de diversos factores), y Verde para las zonas invadidas por los humanos (en este caso, siempre se ven estas zonas de color verde oscuro), además del (obviamente) color azul para las aguas de las costas.
La base central marciana se encuentra en los Montes Grampianos (en el centro de Escocia) por lo que al principio del juego es de un color rojo oscuro, pero a medida que avanza el juego, se invaden más zonas, se construyen más máquinas y más edificios, el color de la base central puede cambiar a un rojo más claro.
Por su parte, si el jugador esta con los humanos, el mapa se muestra como un simple mapa regional de la época. Aunque sigue siendo la misma manera de dirigir las tropas, los colores cambian a azul en el agua, los colores comunes de un mapa de superficies regionales en zonas neutrales, Rojo obscuro para las regiones marcianas y verde para los humanos. Los Humanos cuentan con un territorio inicial más grande que los marcianos (ya se podrá imaginar por qué).
La base central humana se encuentra en Londres (al sureste de Inglaterra) por lo que al principio del juego es de un color verde claro, pero a medida que avanza el juego, se invaden más zonas, se construyen más máquinas y más edificios, el color de la base central puede cambiar a un verde más obscuro.

## Intro y Salida
Hay 2 Introducciones, la marciana y la humana, e igual con las salidas, donde puede perder o ganar la humanidad y ganar o perder los marcianos.
Introducción Humana:
Comienza con un soldado entregando una carta a un general británico, al leerla se preocupa y llama a otros generales. Durante la discusión, el general presenta a un periodista que se encontraba en el Campo comunal de Horsell. Este relata la historia desde el descubrimiento de llamaradas verdes en Marte, hasta el ataque de los marcianos en sus máquinas de guerra, y como el periodista huye del lugar. El general continúa revelando que los marcianos de Woking fueron destruidos con muchísimas bajas humanas, aunque han caído más en el centro de Escocia. Desea suerte al resto de los generales y se despide.
Introducción Marciana:
Comienza con un grito desesperado, ULLA. Un trípode de transporte se dirige a una inmensa pirámide marciana. El marciano en ella está acudiendo a un congreso. En él los marcianos discuten sobre la migración marciana a otro planeta debido a que el suyo está colapsando ecológicamente. Su destino: la Tierra, el problema: los Humanos. Pudiendo ver lo primitiva que es la sociedad humana, se plantean el uso de armas que no habían usado desde hace 5000 años. Cuando el primer cilindro llega a la Tierra se establece comunicación con Marte. Al parecer, los humanos son más fuertes de lo que se pensó, ya que pudieron destruir a las máquinas de guerra. De repente, se corta comunicación con el primer cilindro, demostrando lo fuertes que son los humanos. Los demás cilindros son redirigidos a sitios más seguros.
Victoria Marciana:
Se ve mucho fuego y personas corriendo a orillas del Támesis en Londres, una de las máquinas de guerra las persigue mientras uno de los marcianos en el Congreso dice <<Estamos preparados para la migración, pronto devoraremos a esos animales. Los humanos corren desorganizados, la Tierra es nuestra.>> mientras una máquina de guerra se acerca al Big Ben y lo destruye con su rayo calórico. 
Victoria Humana:
Hay una pareja bailando delante de una puerta que tiene inscrita Victoria. Un marciano con hemorragias cae al piso mientras un niño salta violentamente sobre él. Los restos de una máquina de guerra son transportados por una máquina de trabajo humana mientras soldados y ciudadanos bailan y festejan la consecuente victoria. El general felicita a todos. Un hombre enciende un cohete de fuegos artificiales, viéndose como explota en el cielo, quedando la luminosidad de Marte.
Epílogo Humano:
Las sondas humanas por fin llegan a Marte. La Nasa en Pasadena y en Bermudas transmite por televisión las sorprendentes imágenes del planeta Marte, cuando de pronto se corta comunicación con una de las sondas. Cuando investigan la segunda sonda se pierde, Pasadena pierde contacto con Bermudas, Houston, y con las estaciones de seguimiento de Madrid y Canberra. De repente, el hombre observa una llamarada verde que viene de Marte, desesperado por encontrar a alguien en la radio cuando también se corta el contacto con Pasadena.
Epílogo Marciano:
Después de 37 años de haber conquistado la Tierra. Una Máquina Scout marciana investiga la desaparición de varios humanos en un túnel, procede a investigar y 8 humanos son destruidos, oyéndose rumores hasta el final del túnel, el marciano continúa por el túnel y cuando sale de este, observa atónito cómo la resistencia humana ha construido todo tipo de edificaciones bajo tierra. El marciano se despide, sabiendo que le ha llegado su hora, se pierde comunicación y se oye una explosión.

## Curiosidades
El juego fue uno de los primeros en el área de la Estrategia en tiempo real así como uno de los pioneros en el uso de gráficos 3D, que por esa época supuso todo un impacto. Tuvo un relativo éxito que se plasmó en su adaptación a la consola PlayStation, en la que los juegos de estrategia eran prácticamente desconocidos.
Como curiosidad, en su traducción al español las voces de los marcianos estaban realmente en italiano. Al oírse producía bastante confusión, al no saber si se trataba de un acento característico que se daba a los marcianos o de un error de traducción.